# Лосяцька сільська рада
Ло́сяцька сільська́ ра́да — адміністративно-територіальна одиниця та орган місцевого самоврядування в Борщівському районі Тернопільської області. Адміністративний центр — село Лосяч.

## Загальні відомості
- Територія ради: 4,395 км²
- Населення ради: 1 252 особи (станом на 2001 рік)

## Населені пункти
Сільській раді підпорядковані населені пункти:
- с. Лосяч

## Населення
Згідно з переписом УРСР 1989 року чисельність наявного населення сільської ради становила 1347 осіб, з яких 600 чоловіків та 747 жінок.
За переписом населення України 2001 року в сільській раді мешкало 1248 осіб.

### Мова
Розподіл населення за рідною мовою за даними перепису 2001 року:
| Мова       | Відсоток |
| ---------- | -------- |
| українська | 99,52 %  |
| російська  | 0,32 %   |
| білоруська | 0,08 %   |
| польська   | 0,08 %   |

## Склад ради
Рада складалася з 16 депутатів та голови.
- Голова ради:
- Секретар ради: Кійовська Галина Юріївна

### Керівний склад попередніх скликань
| Прізвище, ім'я, по батькові | Основні відомості                                    | Дата обрання | Дата звільнення |
| --------------------------- | ---------------------------------------------------- | ------------ | --------------- |
| Бурлак Марія Михайлівна     | Сільський голова, 1966 року народження, позапартійна | 26.03.2006   | 31.10.2010      |

Примітка: таблиця складена за даними сайту Верховної Ради України

### Депутати
За результатами місцевих виборів 2010 року депутатами ради стали:

#### За суб'єктами висування
| Суб'єкт висування | Кількість обраних депутатів | %   |
| ----------------- | --------------------------- | --- |
| Самовисування     | 16                          | 100 |

#### За округами
| № округу | Прізвище, ім'я, по батькові      | Дата визнання обраним | Освіта  | Партійна приналежність | Відомості про обраного депутата |
| -------- | -------------------------------- | --------------------- | ------- | ---------------------- | ------------------------------- |
| 1        | Боднаровська Стефанія Миколаївна | 02.11.2010            | середня | позапартійна           | Борщів РСТ, продавець           |
| 2        | Костик Оксана Степанівна         | 02.11.2010            | середня | позапартійна           | пенсіонер                       |
| 3        | Боднар Петро Дмитрович           | 02.11.2010            | середня | позапартійний          | ПАП «Дзвін», працівник          |
| 4        | Візнюк Любомира Вікторівна       | 02.11.2010            | середня | позапартійна           | РайСоцбез, працівник            |
| 5        | Кирилюк Йосип Михайлович         | 02.11.2010            | середня | позапартійний          | Будинок культури, директор      |
| 6        | Кіровська Галина Юріївна         | 02.11.2010            | середня | позапартійна           | Лосяч с/р, секретар             |
| 7        | Гоцак Степан Васильович          | 02.11.2010            | вища    | позапартійний          | ТРФ ДП «Цент ДЗК», технік       |
| 8        | Храмов Андрій Михайлович         | 02.11.2010            | середня | позапартійний          | Борщів РСТ, офіціант            |
| 9        | Недотятко Романія Володимирівна  | 02.11.2010            | середня | позапартійна           | пенсіонер                       |
| 10       | Герасимів Галина Яківна          | 02.11.2010            | середня | позапартійна           | РайСоцбез, працівник            |
| 11       | Осадчук Сергій Миколайович       | 02.11.2010            | середня | позапартійний          | ПАП «Дзвін», працівник          |
| 12       | Клімчук Володимир Іванович       | 02.11.2010            | середня | позапартійний          | пенсіонер                       |
| 13       | Дутка Вікторія Іванівна          | 02.11.2010            | середня | позапартійна           | тимчасово не працює             |
| 14       | Маковський Ігор Богданович       | 02.11.2010            | середня | позапартійний          | ПАП «Дзвін», працівник          |
| 15       | Турченяк Світлана Семенівна      | 02.11.2010            | середня | позапартійна           | Лосяч с/р, бухгалтер            |
| 16       | Лапчук Наталія Степанівна        | 02.11.2010            | середня | позапартійна           | ПАП «Дзвін», працівник          |